# Allopauropus bicorniculus
Allopauropus bicorniculus är en mångfotingart som beskrevs av Ulf Scheller 1994. Allopauropus bicorniculus ingår i släktet småfåfotingar, och familjen fåfotingar. Inga underarter finns listade i Catalogue of Life.